# أيومو ناغوتو
أيومو ناغوتو (باليابانية: 永藤 歩) (مواليد 25 ديسمبر 1997)، هو لاعب كرة قدم ياباني سابق كان يلعب كمهاجم.

## وصلات خارجية
- أيومو ناغوتو على موقع رابطة كرة القدم اليابانية للمحترفين (اليابانية)
- أيومو ناغوتو على موقع قاعدة بيانات كرة القدم.إي يو (الإنجليزية)
- أيومو ناغوتو على موقع Soccerway.com (الإنجليزية)
- أيومو ناغوتو على موقع عالم كرة القدم.نت (الإنجليزية)